# Balin (cavaller)

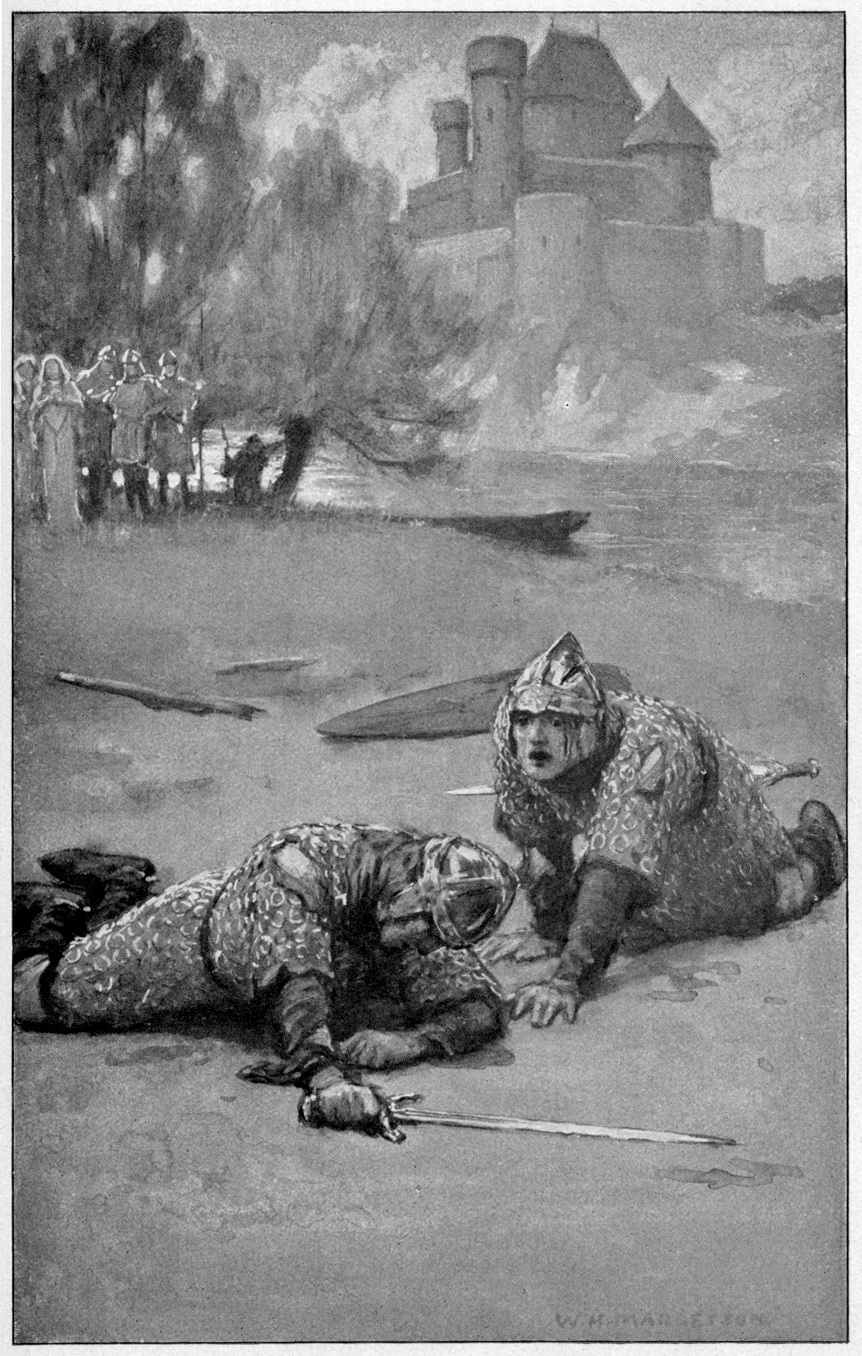
Il·lustració de W. H. Margetson per a Legends of King Arthur and His Knights (1914).

Balin és un cavaller que apareix lligat a la matèria de Bretanya i que centra part dels episodis de La mort d'Artús. Destaca per la seva virtut i la seva dissort, ja que està condemnat pel destí a no triomfar. De jove va trobar-se una misteriosa espasa, que només podia ser desembeinada per qui tingués una gran valentia. Va agafar-la sense dubte, malgrat la profecia que qui la portés acabaria matant la persona més estimada. Balin no en fa cas i la porta juntament a la seva arma en diverses aventures, motiu pel qual és conegut amb el sobrenom de "Cavaller de les dues espases". La profecia s'acompleix quan assassina el seu germà sense saber la seva identitat en un combat cos a cos. Abans intenta pertànyer a la Taula Rodona però el Rei Artús el foragita per ser incapaç de seguir unes normes, com quan comença una lluita dins de la cort. Aquesta expulsió fa que aparegui amb el sobrenom de "El Salvatge" en algunes versions artúriques. En un intent de redimir-se, s'embarca en nombroses missions, sempre perseguit per la malastrugança. En una ocasió agafa sense saber què fa una arma encantada que provoca que tot el regne es quedi sense collites. Després de matar son germà, mor ell mateix de les ferides i és enterrat al seu costat.